# Мале Фомино
Мале Фо́мино (рос. Малое Фомино) — присілок у складі Нікольського району Вологодської області, Росія. Входить до складу Краснополянського сільського поселення.

## Населення
Населення — 25 осіб (2010; 23 у 2002).
Національний склад (станом на 2002 рік):
- росіяни — 100 %